# Silene latifolia alba
La silene bianca (Silene latifolia subsp. alba (Mill.) Greuter & Burdet, 1982) è una piccola pianta (alta fino a 60 – 70 cm) bienne (o perenne), molto villosa e di aspetto erbaceo appartenente alla famiglia delle Caryophyllaceae.

## Etimologia
Il nome del genere (Silene) si riferisce alla forma del palloncino del fiore. Si racconta che Bacco avesse un compagno di nome Sileno con una gran pancia rotonda.  Ma probabilmente questo nome è anche connesso con la parola greca “sialon” (= saliva); un riferimento alla sostanza bianca attaccaticcia secreta dal fusto di molte specie del genere.

L'epiteto specifico (e quello comune = “alba/bianco”) si riferisce al candido colore bianco dei suoi petali.

## Descrizione

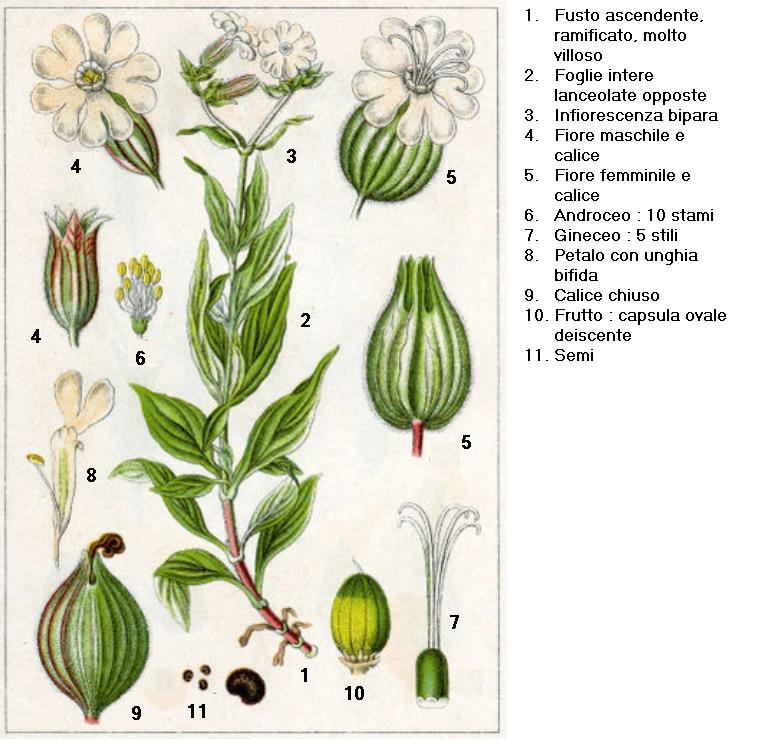
Descrizione delle parti della pianta

La forma biologica della nostra pianta è emicriptofita scaposa  (H scap) : pianta perennante per mezzo di gemme al suolo (emicriptofita), e con asse fiorale più o meno privo di foglie (scaposa).

### Radici
La radice è fittonante. Ovvero ha una radice principale, dalla quale se ne diramano delle altre.

### Fusto
Il fusto è ascendente, ramificato, viscoso – glanduloso e molto villoso.

### Foglie
Le foglie sono intere di forma lanceolata (quelle inferiori sono ellittico – spatolate), sessili, molto villose in disposizione opposta (a coppie). A volte, nello stesso nodo fogliare (nodo ascellare), è presente un fascetto di foglie più piccole. Dimensioni massima delle foglie: larghezza 5 cm; lunghezza 10 cm.

### Infiorescenza
L'infiorescenza è del tipo bipara  ossia i fiori crescono da ambo i lati rispetto al fiore apicale (chiamata anche “dicasio”). I fiori sono solitari alla fine del peduncolo. Lunghezza del peduncolo: 3 cm.

### Fiori

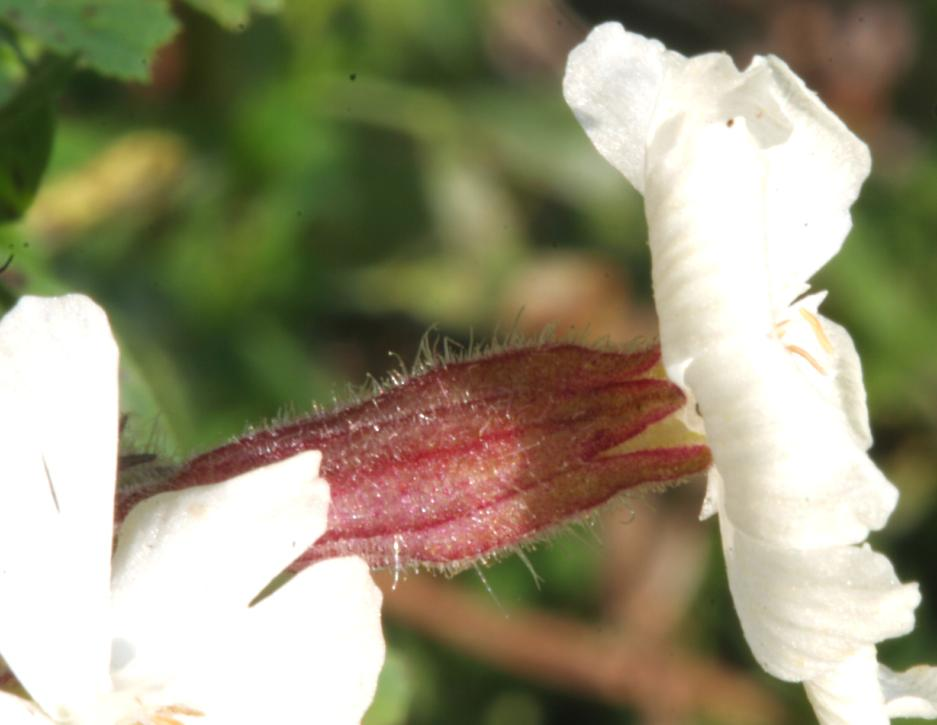
Calice tubuloso con denti ottusi

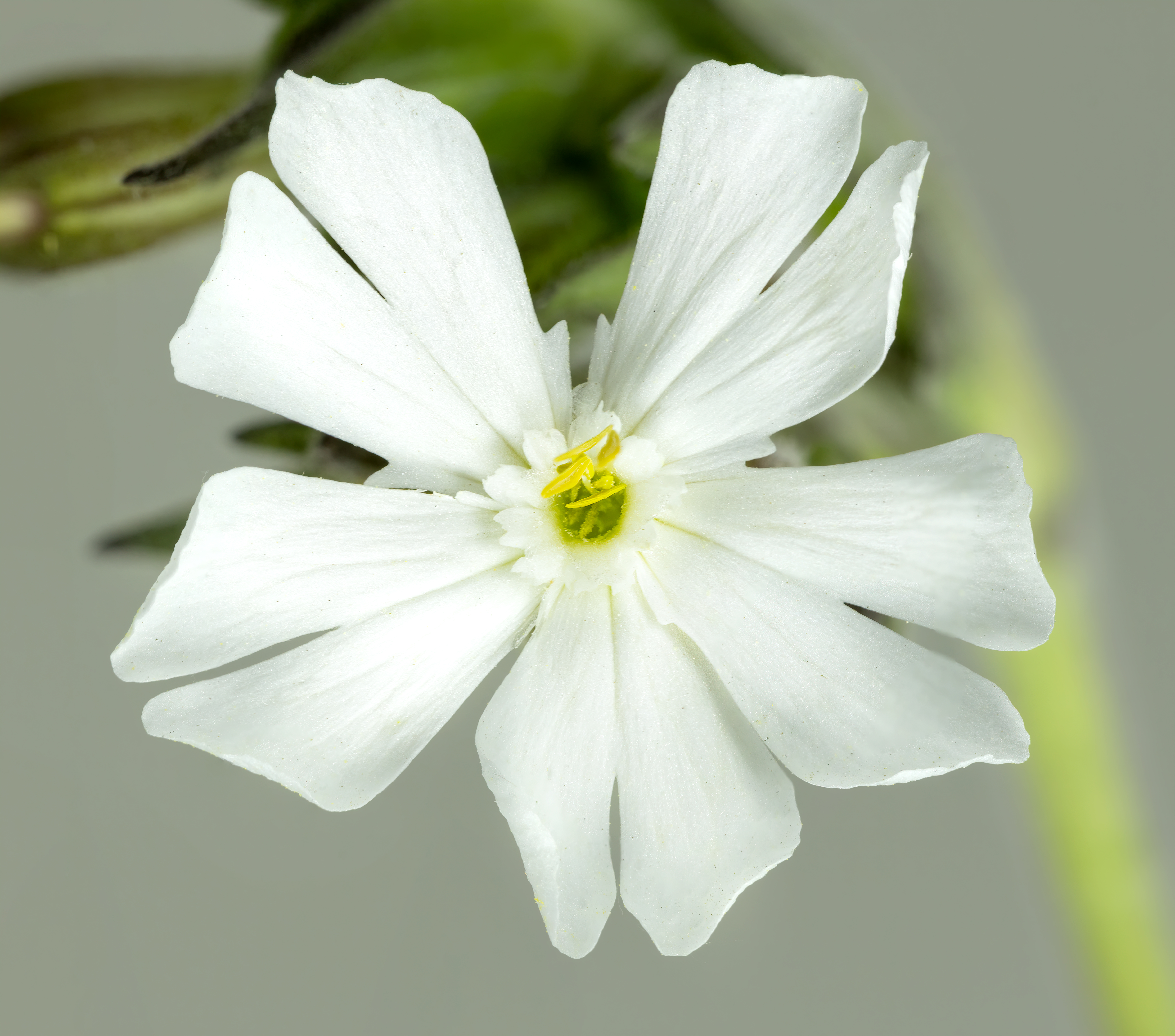
Corolla a 5 petali bilobati (maschio)

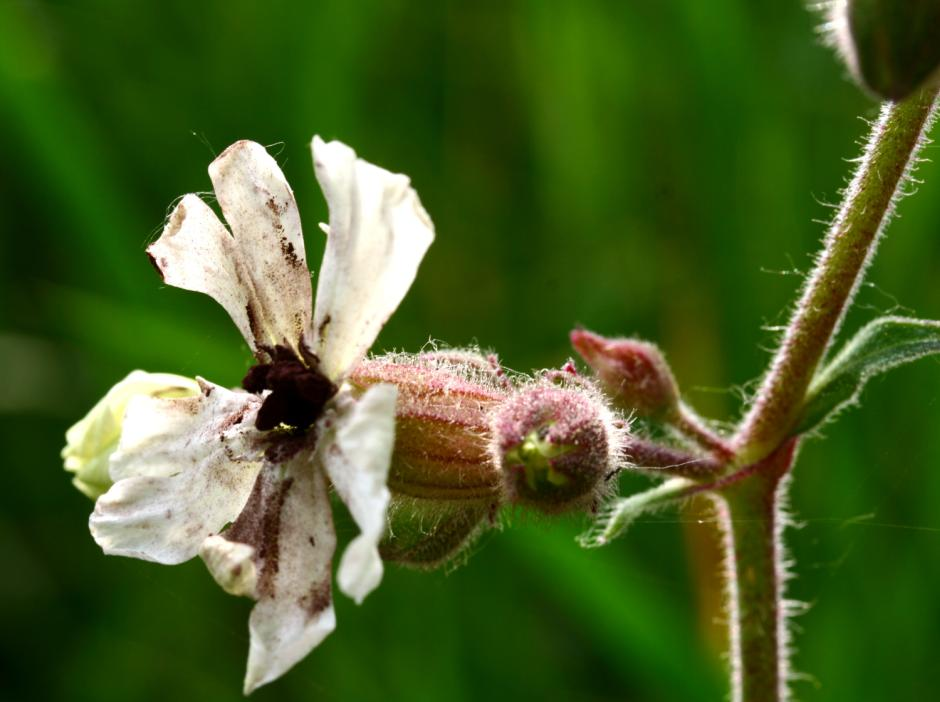
Stami anneriti dalle clamidospore prodotte dal fungo Ustilago violacea Pers.

I fiori sono pentameri e dioici (unisessuali) : esistono quindi fiori maschili e fiori femminili. Si distinguono in quanto quelli femminili sono dotati di vistosi bianchi pistilli sporgenti (quelli maschili sono dotati di piccoli stami brunastri). Diametro massimo del fiore: 3 cm.
- Calice: il calice è gamosepalo ed è rigonfio, di forma tubulosa e con denti terminali ottusi (lunghi meno della metà del tubo); il colore è bruno – rossastro ed è molto peloso. Delle piccole bratteole pelose sono presenti alla base del calice. Dimensione massime del calice femminile: larghezza 15 mm; lunghezza 30 mm. Quello maschile è più corto di 1/5 e più stretto.
- Corolla: la corolla è formata da 5 petali liberi (dialipetali) con unghia, bianchi e bilobati per metà lunghezza. Lunghezza dell'unghia: 18 mm; dimensione del lembo spatolato: larghezza 8 mm, lunghezza 13 mm.
- Androceo: gli stami sono 10. Nei fiori femminili di alcune sottospecie sono visibili degli stami atrofizzati (sterili) che però possono essere riprodotti per l'azione del fungo Ustilago violacea Pers. : le antere di questi, ricoperte di clamidospore, appaio nere e ingrossate.
- Gineceo: gli stili sono 5 con gineceo supero tricarpellare e sincarpico.
- Fioritura: da maggio a settembre.
- Impollinazione: da farfalle crepuscolari, per cui i fiori si aprono alla sera.

### Frutti
I frutti sono delle capsule piriformi – ovali con 10 denti, deiscenti nella parte alta con molti semi. Dimensione del frutto: 10 – 15 mm; lunghezza del carpoforo 3 mm.

## Distribuzione e habitat
- Geoelemento: il geoelemento è di provenienza eurasiatica (Paleotemp). È una pianta nativa dell'Europa, Asia occidentale e Nordafrica.
- Distribuzione: in Italia è comune su tutto il territorio.
- Habitat: nelle nostre zone la si può trovare sui detriti (ambienti ruderali) o negli incolti, ai margini delle strade e aree antropizzate (la nostra pianta è sinatropa e a volte è infestante nei campi e negli orti). Preferisce i terreni ricchi di sostanze azotate.
- Distribuzione altitudinale: da 0 a 1300 m s.l.m..

## Tassonomia

### Ibridi
- Silene × hampeana Meusel & K. Werner, 1976 (ibrido fra S. latifolia subsp. alba × S. dioica var. dioica)

### Specie simili
- Silene latifolia Poiret, 1789 : si differenzia dall'avere il calice con denti acuminati e i petali lievemente rosati. Questa pianta per alcuni autori è solo una variante in quanto si differenzia solamente per il fatto di essere perenne.

## Usi

### Cucina
Le foglie se raccolte appena nate (prima della fioritura) sono eduli. Con esse si possono preparare minestre o saltate in padella con le uova.
Questa pianta è una delle 27 erbe che servono a preparare la “minestrella”, antica zuppa dei poveri.

## Galleria d'immagini

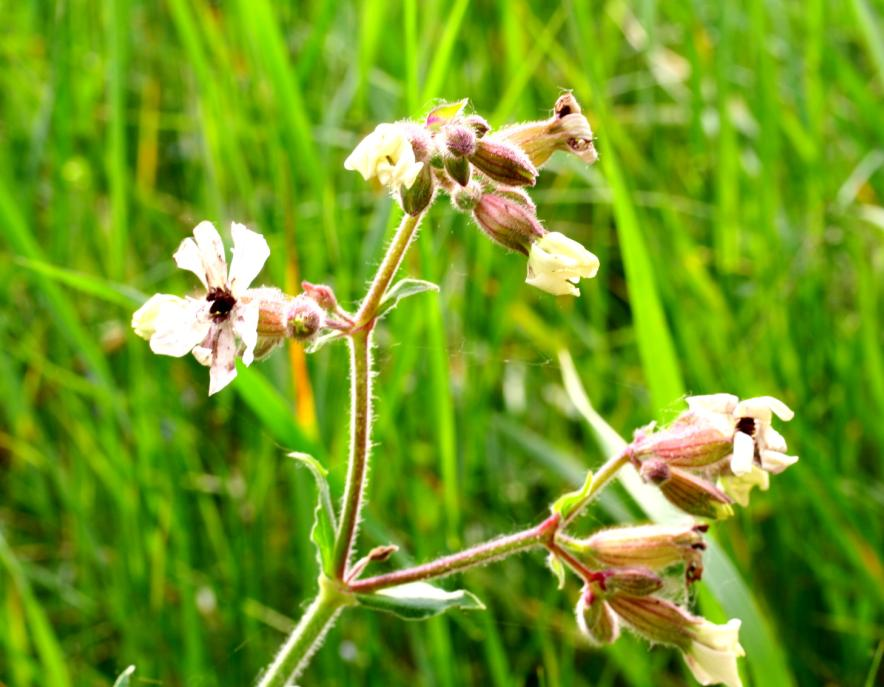
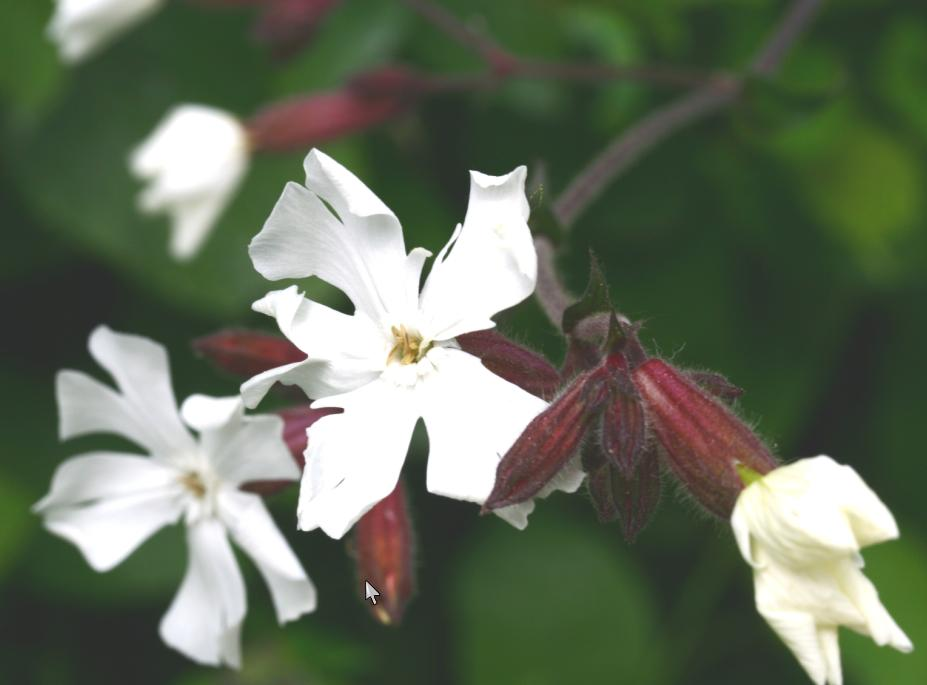
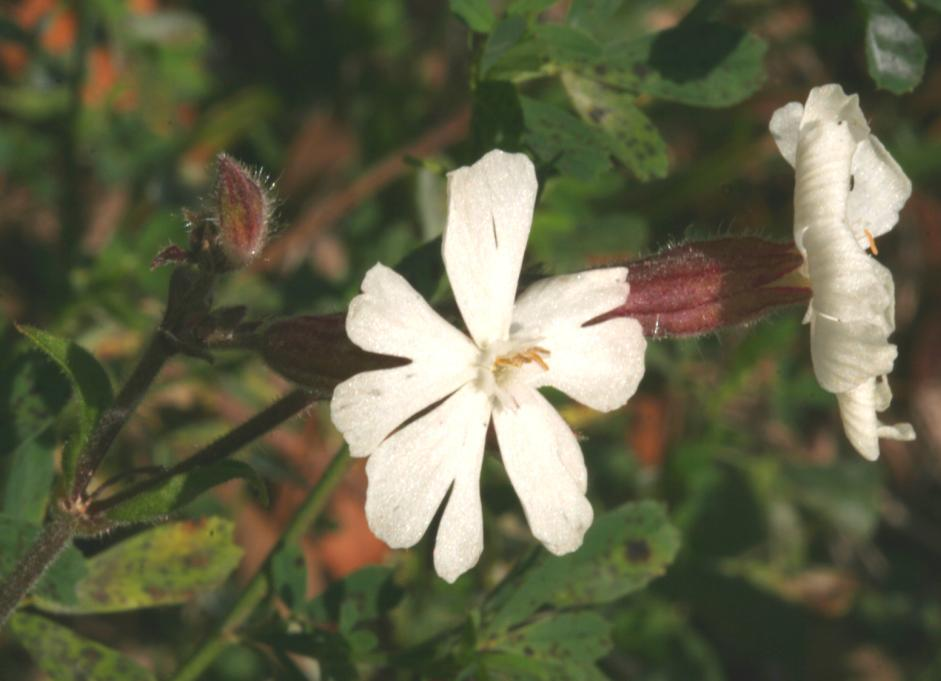
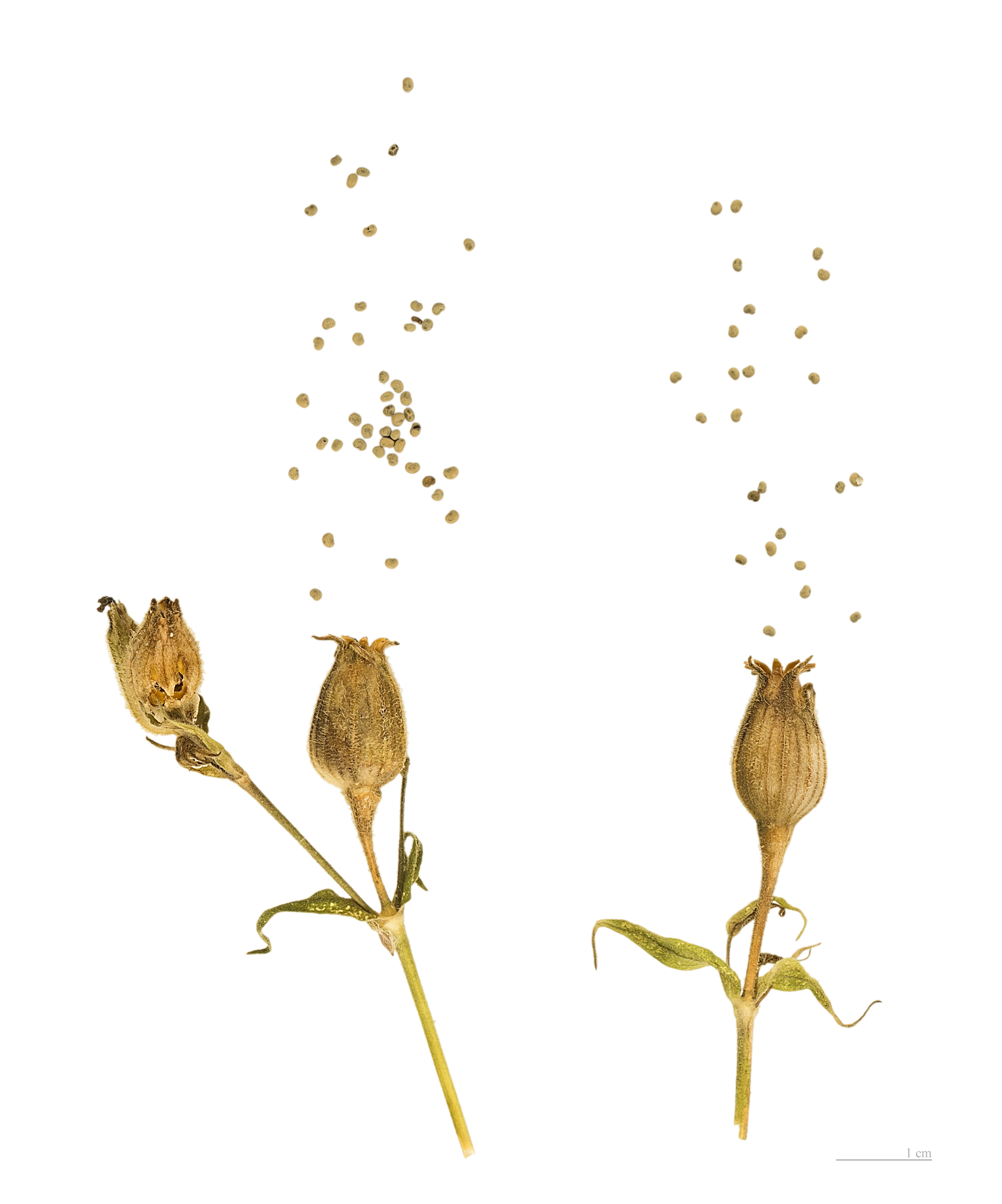
Frutti e semi